# Jailhouse Rock (piosenka)
Jailhouse Rock – piosenka napisana przez Jerry’ego Leibera i Mike’a Stollera, która była przebojem Elvisa Presleya.
Utwór wydano jako singel 24 września 1957 r., aby zbiegł się w czasie z premierą filmu Presleya o tym samym tytule.
Wersja Elvisa Presleya zajmuje 67. miejsce na liście 500 największych piosenek wszech czasów magazynu Rolling Stone.
W 2005 r. utwór wydano ponownie w Wielkiej Brytanii, gdzie był singlem nr 1 przez tydzień. Utwór sprzedano w ponad 4 milionach egzemplarzy.

## Lista pozostałych artystów, którzy nagrali utwór
- The Residents
- Jerry Lee Lewis
- Miranda Lambert
- Merle Haggard
- Mötley Crüe
- Brownsville Station
- The Blues Brothers
- Patti Smith
- ZZ Top
- The Animals
- Twisted Sister
- The Cramps
- Inger Berggren
- Judy Nylon
- John Cougar Mellencamp
- Michael Bolton i Carl Perkins
- The Jeff Beck Group
- Billy „Crash” Craddock
- Adriano Celentano
- Cliff Richard
- ABBA z Olivia Newton-John i Andy Gibb
- Queen
- Frankie Lymon
- Danny Noriega
- Enrique Guzmán
- Micro Chips
- Mind Garage
- IBEX
- Carl Perkins
- Eilert Pilarm
- Link Wray
- Marshall Chapman